# Rio Fornădia
O Rio Fornădia é um rio da Romênia, afluente do Căian, localizado no distrito de Hunedoara.